# Trädhättemossa
Trädhättemossa (Orthotrichum speciosum) är en bladmossart som beskrevs av Nees in Sturm 1819. Trädhättemossa ingår i släktet hättemossor, och familjen Orthotrichaceae. Arten är reproducerande i Sverige. Inga underarter finns listade i Catalogue of Life.